# Municipio de Turkey Creek (condado de Mitchell)
El municipio de Turkey Creek (en inglés: Turkey Creek Township) es un municipio ubicado en el condado de Mitchell en el estado estadounidense de Kansas. En el año 2010 tenía una población de 122 habitantes y una densidad poblacional de 1,32 personas por km².

## Geografía
El municipio de Turkey Creek se encuentra ubicado en las coordenadas 39°25′48″N 98°12′1″O / 39.43000, -98.20028. Según la Oficina del Censo de los Estados Unidos, el municipio tiene una superficie total de 92.47 km², de la cual 92,33 km² corresponden a tierra firme y (0,15 %) 0,14 km² es agua.

## Demografía
Según el censo de 2010, había 122 personas residiendo en el municipio de Turkey Creek. La densidad de población era de 1,32 hab./km². De los 122 habitantes, el municipio de Turkey Creek estaba compuesto por el 98,36 % blancos y el 1,64 % eran de una mezcla de razas. Del total de la población el 0 % eran hispanos o latinos de cualquier raza.